# Parafia św. Michała Archanioła w Trzycieżu
Parafia Świętego Michała Archanioła w Trzycieżu – parafia rzymskokatolicka znajdująca się w Trzycieżu. Należy do dekanatu Frydek diecezji ostrawsko-opawskiej.
Msze prowadzone są również w języku polskim dla polskiej mniejszości. Posiada Kościół filialny pw. Bożego Ciała w Gutach.

## Historia
Parafia powstała w XIV lub w pierwszej połowie XV wieku. Została wymieniona w spisie świętopietrza sporządzonym przez archidiakona opolskiego Mikołaja Wolffa w 1447 pośród innych parafii archiprezbiteratu (dekanatu) w Cieszynie pod nazwą Stzreczicz. Na podstawie wysokości opłaty w owym sprawozdaniu liczbę ówczesnych parafian (we wszystkich podległych wioskach) oszacowano na 90.
W okresie Reformacji kościół został przejęty przez ewangelików. 23 marca 1654 został im odebrany przez specjalną komisję. W tym roku na nowo utworzono parafię katolicką, jako jedną z 13 pomniejszonego dekanatu w Cieszynie, jednak jako nieobsadzoną. W dobie poreformacyjnych wizytacji biskupich z Wrocławia w drugiej połowie XVII wieku językiem kazań w Trzycieżu był język morawski, z czasem za sprawą polskojęzycznych podgórskich wsi, przede wszystkim Gut, Oldrzychowic, Nieborów i Rakowca język polski zastąpił morawski/czeski i od XVIII wieku język czeski nie miał tu już znaczniejszych wpływów.
Po wojnach śląskich i oddzieleniu granicą od diecezjalnego Wrocławia, będącego w odtąd w Królestwie Prus, do zarządzania pozostałymi w monarchii Habsburgów parafiami powołano w 1770 wikariat generalny austriackiej części diecezji wrocławskiej. W 1806 przeniesiono ją do nowego dekanatu w Jabłonkowie.
Po I wojnie światowej i polsko-czechosłowackim konflikcie granicznym Trzycież znalazł się w granicach Czechosłowacji, wciąż jednak podległy był diecezji wrocławskiej, pod zarządem specjalnie do tego powołanej instytucji zwanej: Knížebiskupský komisariát niský a těšínský. Kiedy Polska dokonała aneksji tzw. Zaolzia w październiku 1938 parafię jako jedną z 29 włączono do diecezji katowickiej, a 1 stycznia 1940 z powrotem do diecezji wrocławskiej. W 1947 obszar ten wyjęto ostatecznie spod władzy biskupów wrocławskich i utworzono Apostolską Administraturę w Czeskim Cieszynie podległą Watykanowi. W 1978 obszar Administratury podporządkowany został archidiecezji ołomunieckiej, parafie dekanatu w Jabłonkowie przyłączone zostały do dekanatu Frydek. W 1996 wydzielono z archidiecezji ołomunieckiej nową diecezję ostrawsko-opawską.